# Матадор

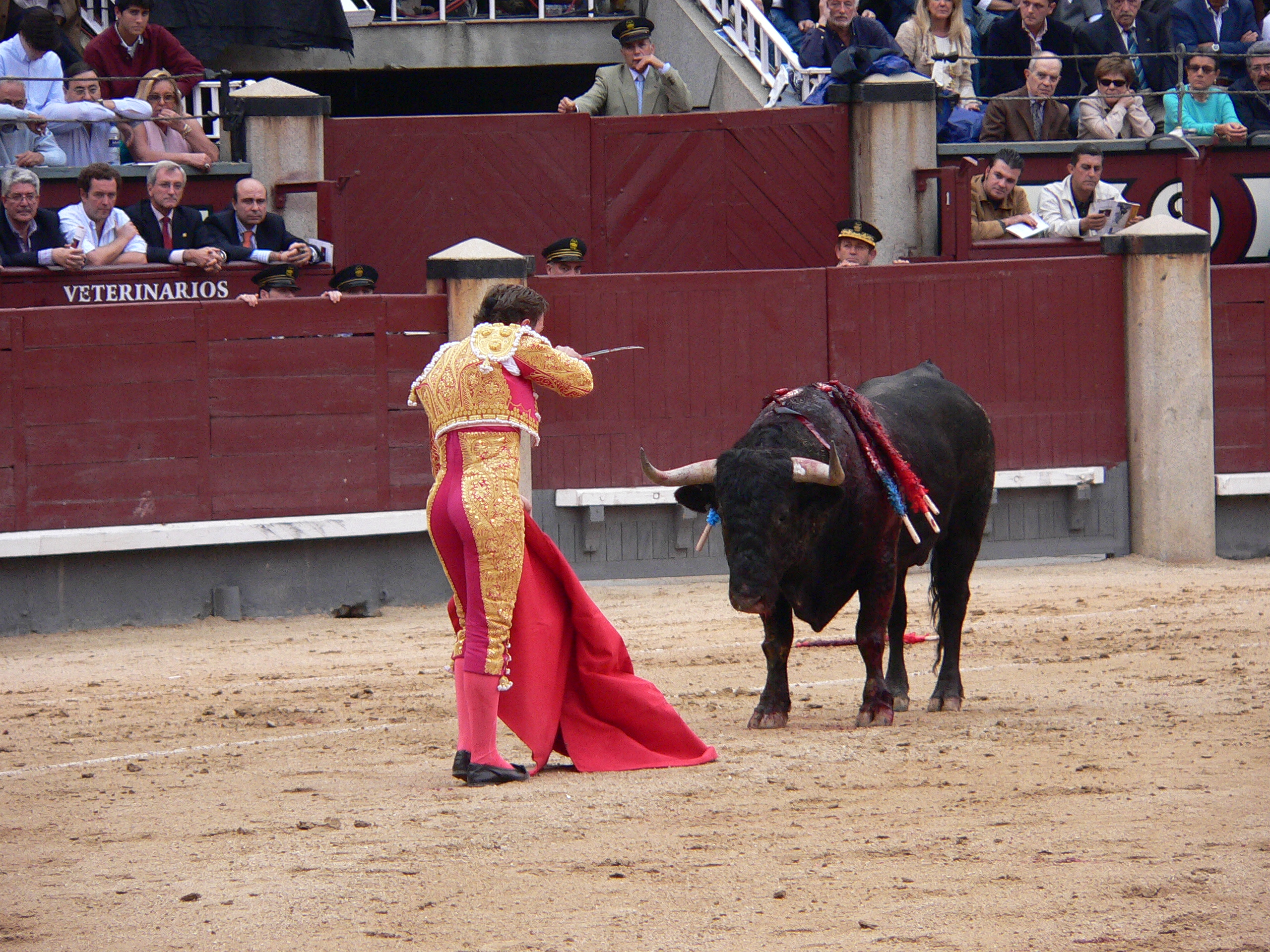
Матадор з плащем-капоте

Матадор (ісп. Matador [de toros], букв. «Той, хто вбиває [биків]»; він же тореадор, тореро) — в іспанському бою биків головний учасник, який забиває бика. Матадором називається персонаж пішої кориди, в кінній він називається рехонеадором. Матадор, який вбиває молодих биків, йменується новільеро.

## Походження
Піша корида виокремлюється від кінної на початку XVIII століття. Причиною зміни звичаїв є, ймовірно, неприязнь короля-француза Філіпа V до цієї іспанської традиції, внаслідок чого корида стає святом людей нижчих класів, які не мали своїх коней (або боялися ризикувати ними). Місце народження сучасної кориди — Андалусія. У наступні сто років з'являються перші відомі тореро, які розробили ритуали і прийоми сучасної тавромахії — Хоакін «Костільярес» Родрігес, Хосе Дельгадо «Пепе-Ільо» Герра, Педро Ромеро Мартінес. Бій биків швидко розвивався впродовж XIX століття, а його «Золотим століттям» є 1910-1920-ті роки, коли виступали Хуан Бельмонте (вважається кращим тореро всіх часів), Хосе «Гальіто» Гомес, Рафаель «Мачакіто» Гонсалес та інші.